# Birkensee (Hanau)
Der Birkensee ist ein 11 ha großer Baggersee nordöstlich der Stadt Hanau in Hessen.

## Geschichte
Der Birkensee entstand im Jahr 1985 als Kiesgrube im Zuge des Baus der Bundesautobahn 66. Die Kiesgrube wurde nach Ende der Bauarbeiten verfüllt und so zu einem Baggersee, der sich heute aus dem Grundwasser der Kinzig speist.
Der See befindet sich im Besitz eines Fischzuchtbetriebs, der hier und in den benachbarten Gewässern die Fischzucht betreibt. Daneben dient der See auch zum Angeln, Tauchen, Surfen und Bootsfahren. Lange Zeit gab es am Südufer auch einen Badebetrieb mit einem etwa 40 Meter langen Sandstrand, aufgrund der geringen Tiefe des Sees war jedoch die Blaualgenblüte ein besonderes Problem, sodass der Birkensee 2012 als Badegewässer offiziell stillgelegt werden musste.